# Lammers-Gletscher
Der Lammers-Gletscher ist ein Gletscher an der Bowman-Küste des Grahamlands auf der Antarktischen Halbinsel. Er fließt in östlicher Richtung entlang der Nordflanke des Godfrey Upland in den Traffic Circle und den Mercator-Piedmont-Gletscher.
Der Gletscher ist undeutlich auf einer Luftaufnahme des australischen Polarforschers Hubert Wilkins vom 20. Dezember 1928 zu erkennen. Weitere Luftaufnahmen entstanden bei Überflügen des US-amerikanischen Polarforschers Lincoln Ellsworth im Jahr 1935 und der United States Antarctic Service Expedition (1939–1941) im Jahr 1940. Eine erneute Sichtung erfolgte bei der US-amerikanischen Ronne Antarctic Research Expedition (1947–1948), deren Leiter Finn Ronne den Gletscher nach Lester Lammers (1903–1982) aus Walla Walla benannte, welcher dieser Forschungsreise neun ausgewachsene Schlittenhunde und vier Welpen schenkte.